# Delias dice
Delias dice är en fjärilsart som först beskrevs av Snellen van Vollenhoven 1865.  Delias dice ingår i släktet Delias och familjen vitfjärilar. Inga underarter finns listade i Catalogue of Life.